# Victor De Knop
Victor De Knop (Brussel, 2 februari 1883 - Anderlecht, 11 oktober 1979) was een Belgisch geneesheer en dilettant kunstschilder.

## Genealogie
Hij was de zoon van Frans Deknop en Marie-Philippine De Muylder. Hij was twee keer gehuwd : eerst met Julie Adrienne Elodie Gabriels (uit de echt gescheiden); en vervolgens met Carmen Quétin.

## Levensloop

### Onduidelijke vroege jaren
Gezien zijn geboortejaar moet De Knop ca. 1901 met zijn opleiding tot geneesheer begonnen zijn.
Bij het begin van de Eerste Wereldoorlog was De Knop samen met zijn toenmalige echtgenote Juliane Gabriëls tewerkgesteld in het Antwerpse Stuyvenberghziekenhuis. Zij worden in 1916 Arbeidsleider aan de faculteit geneeskunde van de Vlaamse Hogeschool in Gent. Ze worden door professor Arthur Claus gerecruteerd. Gefrustreerd omdat ze bij het einde van het eerste academiejaar (1916-1917) nog geen professoraat hebben, nemen ze ontslag. Rond 1919 duiken ze op in Nederland waar beiden een aantal keer model staan in tekeningen en schilderijen van Frits Van den Berghe.  In 1919 ontdekten ze in Blaricum de kolonie van Belgische kunstenaars in ballingschap met figuren als Frits van den Berghe en Gust de Smet. Beiden staan een aantal keer model in schilderijen en tekeningen van Frits Van den Berghe. Zo figureert Victor De Knop, maar ook Arthur Claus in het schilderij 'de bannelingen'. Frits Van den Berghe leerde De Knop de beginselen van het schilderen en tekenen. De Knop bracht Van den Berghe kennis van chemie en microscopie bij.

### Oostende
Na onduidelijke omzwervingen, onder meer via Berlijn, vestigde De Knop zich omstreeks 1923 als huisarts in Oostende. Hij knoopte vriendschap aan met o.a. Constant Permeke en Léon Spilliaert. Hij schilderde in een naïeve stijl stadsbuurten, de vissershaven, vissers, vissersvrouwen… Hij tekende ze ter plaatse in sepia, in gouache.
Na de dood van Henri Storcks vader werd hij zowat de geestelijke mentor van de toekomstige cineast : samen bezochten ze musea in België en Nederland, leerde hem de letterkunde –via zijn eigen voorkeuren die vooral naar de Franse surrealisten zoals Breton, Cendrars en Apollinaire gericht waren – ontdekken. Via De Knop kreeg hij ook introducties bij Henri Vandeputte, artistiek directeur van het Kursaal en bij Jean Teugels, jurist, dichter en auteur van een Ensor-monografie.
Er was ook de film : soms samen met de jonge Henri Storck ging De Knop in Brussel de “betere” films bekijken in de “Club du Cinéma”, zo op 11 februari 1927 om er “Moana” van Flaherty te zien. Op 15 februari 1928 was hij dan ook, samen met Firmin Cuypers en Désiré Steyns een van de medestichters van de Oostendse “Club du cinéma”, een initiatief van de enthousiaste filmfan Storck.
De Knop was ook medewerker aan het merkwaardige Oostendse tijdschrift “Tribord” dat Storck en Félix Labisse in juni 1930 oprichtten. Het bestond slechts tot augustus 1931 en er verschenen amper acht nummers. Het had veel aandacht voor eigentijdse cultuuruitingen, was non-conformistisch, wat elitair maar tolerant en apolitiek.
In Oostende woonde hij in de Euphrosina Beernaertstraat 62. Hij woonde in 1932-33 niet meer in Oostende volgens de kiezerslijsten. In zijn Oostendse tijd schreef hij korte medische artikels in het lokale blad “Le Carillon”. Hij speelde wat piano, en vertolkte de hits van de dag, wat hem in zijn kringen een graag geziene figuur maakte.

### Latere jaren
Na zijn “Oostendse” tijd zou hij eerst een periode scheepsdokter geweest zijn. Zijn tweede huwelijk, met een welstellende dame, bracht hem ten slotte het nodige levenscomfort.
Zijn latere adressen in het Brusselse waren :
- 9 juni 1936 : Van Camplaan 81b.
- Op 2 juni 1938 ingeschreven in Sint-Jans-Molenbeek, Karperstraat, 53.
- Op 30 maart 1940 werd hij in Sint-Jans-Molenbeek geschrapt voor Anderlecht, Norbert Gillelaan 20 waar hij overleed.

## Iconografie
- Portret door Léon Spilliaert (afb. in : Cuypers (zie lit.))
- Portret door Frits Van den Berghe (1916, houtsnede, Bremen, Kunsthalle)

## Musea
- Oostende, Kunstmuseum aan Zee (“Twee Oostendse Vissersvrouwen” en “Langs de Handelsdokken”)
- De Panne ,Retromuseum aan Zee ( een Oostendse visser in de haven )